# کفر قود
کفر قود (به لاتین: Kafr Qud) یک روستا در دولت فلسطین است که در استان جنین واقع شده‌است. کفر قود ۱٬۱۴۳ نفر جمعیت دارد.